# Großsteingrab Restrup
Het Großsteingrab Restrup of Ganggrab von Restrup is een ganggraf uit het neolithicum met Sprockhoff-Nr. 886. Het hunebed werd opgericht tussen 3500 en 2800 v.Chr. en wordt toegeschreven aan de Trechterbekercultuur. Naast het hunebed ligt een napjessteen, beide zijn onderdeel van de Strasse der Megalitkultur. 
Het megalithisch bouwwerk ligt ten zuidoosten van Restrup, in een bosje bij een boerderij. Het ligt ongeveer twee kilometer ten noordwesten van Döthen (Eggermühlen), vlak bij de L73 (Bippener Str.) in de Samtgemeinde Bersenbrück in het Landkreis Osnabrück in Nedersaksen. De vierkante omwalling stamt uit de tegenwoordige tijd.

## Het Ganggrab
Het gaat om een oost-west georienteerde en relatief goed behouden Emsländische Kammer van ongeveer negen meter lang en twee meter breed. Er zijn geen resten van een dekheuvel aangetroffen. De kamer ligt tamelijk diep in een grafheuvel. Van de oorspronkelijke 14 draagstenen missen er twee. Van de oorspronkelijke vijf dekstenen mist één en een andere is gebroken. Van nog een andere deksteen is slechts de helft bewaard gebleven en draagt duidelijke sporen van de poging om deze te breken. 
De breedte van de kamer is aan de uiteinden 1,8 meter en in het midden 2 meter. De kamer is 9 meter lang. De draagstenen uit het midden en de grootste deksteen (bij de toegang) staan ver uit de falanx en op deze manier zijn er drie verschillende onderdelen van de kamer aan te duiden. De noordelijke lange zijde is licht naar binnen gebogen. De toegang is nog herkenbaar, er zijn enkele poortstenen bewaard gebleven. De toegang ligt op het zuiden.

## De Näpfchenstein

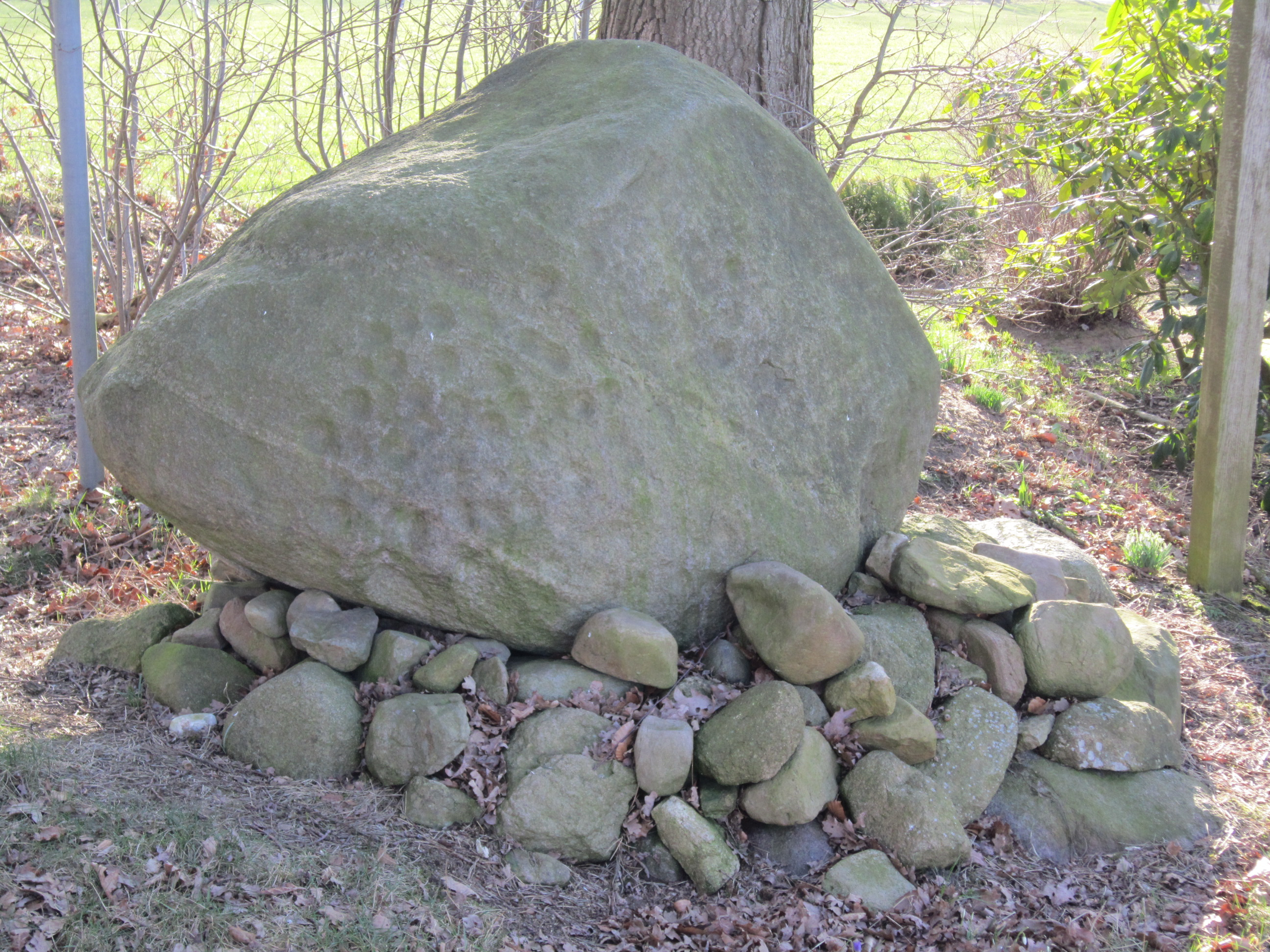
De Näpfchenstein

Direct naast het ganggraf staat de Teufelsstein of Deuvelstein (steen van de duivel). Deze zwerfsteen is 1,75 meter lang, 1,15 meter breed en 1,1 meter diep. Het is een graniet. De naamgeving komt uit sagen, waarin de steen in verband wordt gebracht met de duivel. De duivel zou met zijn duim in de steen gedrukt hebben en verantwoordelijk zijn voor een groter breekpunt. Er zijn 66 napjes op het gewelfde gedeelte van de steen. Zoals bij alle napjesstenen, is het doel van de napjes onbekend.
Door toeval ontkwam deze steen aan de vernietiging en werd in 1956 door Walter Nowothnig (1903–1971) wetenschappelijk onderzocht. Het is een zeldzaam voorbeeld waarbij wetenschappelijke bevindingen zijn gedaan. Het bleek dat de steen was bewerkt. Onder de steen vond met door hitte gesprongen vuursteen, houtskool en botfragmenten (waarvan  niet achterhaald kon worden of het om menselijke resten of dierlijke resten ging). Na het onderzoek werd de napjessteen naar de huidige plaats gebracht. Hij stond eerst iets ten zuiden van Restrup.